# Karaops morganoconnelli
Espèce
Karaops morganoconnelli est une espèce d'araignées aranéomorphes de la famille des Selenopidae.

## Distribution
Cette espèce est endémique du Pilbara en Australie-Occidentale,. Elle se rencontre dans la chaîne Ophtalmia.

## Description
La femelle holotype mesure 5,89 mm et le mâle paratype 3,87 mm.

## Systématique et taxinomie
Cette espèce a été décrite par Crews en 2023.

## Étymologie
Cette espèce est nommée en l'honneur de Morgan O'Connell.

## Publication originale
- Crews, 2023 : « But wait, there’s more! Descriptions of new species and undescribed sexes of flattie spiders (Araneae, Selenopidae, Karaops) from Australia. » ZooKeys, vol. 1150, p. 1-189 (texte intégral).